# Heinz-Werner Eggeling
Heinz-Werner Eggeling (* 17. April 1955 in Bochum) ist ein ehemaliger deutscher Fußballspieler der vornehmlich in der Mitte der 1970er Jahre beim VfL Bochum in der Bundesliga bekannt wurde.

## Vereinskarriere
Eggeling begann seine Profi-Karriere beim VfL Bochum, wo er am 11. August 1973 als 18-Jähriger mit einem 2:1-Sieg seines Klubs gegen den Wuppertaler SV sein Debüt in der Bundesliga gab. Bis zur Winterpause der Saison 1979/80 erzielte der Linksaußen 20 Tore in 147 Bundesligaspielen für den Verein.
Daraufhin wechselte er zur Eintracht Braunschweig, aber ihn zog es bereits nach einem halben Jahr weiter zu Bayer 05 Uerdingen. 1982 wechselte er zu Borussia Dortmund.
1984 beendete der aufgrund seiner Antrittschnelligkeit Rakete genannte Eggeling seine Profi-Karriere beim VfL Osnabrück und schloss sich dem damaligen Verbandsligisten TSG Rheda an.

## Statistik
- Spiele (Tore) 1. Bundesliga:  217 (37)
- Spiele (Tore) 2. Bundesliga:  023 (04)

## Trainerkarriere
Eggeling trainierte nach dem Karriereende diverse Amateurvereine und gehörte zum Berater- und Beobachterstab des VfL Bochum.